# Louresse-Rochemenier
Louresse-Rochemenier és un municipi francès situat al departament de Maine i Loira i a la regió de País del Loira. L'any 2007 tenia 796 habitants.

## Demografia

### Població
El 2007 la població de fet de Louresse-Rochemenier era de 796 persones. Hi havia 308 famílies de les quals 68 eren unipersonals (24 homes vivint sols i 44 dones vivint soles), 100 parelles sense fills, 120 parelles amb fills i 20 famílies monoparentals amb fills.
La població ha evolucionat segons el següent gràfic:
Habitants censats

### Habitatges
El 2007 hi havia 346 habitatges, 307 eren l'habitatge principal de la família, 28 eren segones residències i 11 estaven desocupats. 337 eren cases i 7 eren apartaments. Dels 307 habitatges principals, 225 estaven ocupats pels seus propietaris, 76 estaven llogats i ocupats pels llogaters i 6 estaven cedits a títol gratuït; 14 tenien dues cambres, 42 en tenien tres, 88 en tenien quatre i 163 en tenien cinc o més. 251 habitatges disposaven pel capbaix d'una plaça de pàrquing. A 128 habitatges hi havia un automòbil i a 152 n'hi havia dos o més.

### Piràmide de població
La piràmide de població per edats i sexe el 2009 era:
| Homes | Edats   | Dones |
| ----- | ------- | ----- |
| 0     | 95 o +  | 0     |
| 0     | 90 a 94 | 0     |
| 4     | 85 a 89 | 0     |
| 4     | 80 a 84 | 8     |
| 8     | 75 a 79 | 16    |
| 24    | 70 a 74 | 28    |
| 20    | 65 a 69 | 16    |
| 12    | 60 a 64 | 12    |
| 16    | 55 a 59 | 12    |
| 16    | 50 a 54 | 24    |
| 16    | 45 a 49 | 16    |
| 24    | 40 a 44 | 16    |
| 24    | 35 a 39 | 24    |
| 12    | 30 a 34 | 24    |
| 32    | 25 a 29 | 24    |
| 20    | 20 a 24 | 12    |
| 20    | 15 a 19 | 20    |
| 16    | 10 a 14 | 24    |
| 24    | 5 a 9   | 40    |
| 24    | 0 a 4   | 28    |

## Economia
El 2007 la població en edat de treballar era de 482 persones, 383 eren actives i 99 eren inactives. De les 383 persones actives 362 estaven ocupades (193 homes i 169 dones) i 21 estaven aturades (9 homes i 12 dones). De les 99 persones inactives 40 estaven jubilades, 30 estaven estudiant i 29 estaven classificades com a «altres inactius».

### Ingressos
El 2009 a Louresse-Rochemenier hi havia 320 unitats fiscals que integraven 832,5 persones, la mediana anual d'ingressos fiscals per persona era de 15.962 €.

### Activitats econòmiques
Dels 31 establiments que hi havia el 2007, 1 era d'una empresa extractiva, 1 d'una empresa alimentària, 10 d'empreses de construcció, 5 d'empreses de comerç i reparació d'automòbils, 4 d'empreses d'hostatgeria i restauració, 1 d'una empresa d'informació i comunicació, 1 d'una empresa financera, 5 d'empreses de serveis, 2 d'entitats de l'administració pública i 1 d'una empresa classificada com a «altres activitats de serveis».
Dels 13 establiments de servei als particulars que hi havia el 2009, 1 era un taller de reparació d'automòbils i de material agrícola, 4 paletes, 2 guixaires pintors, 1 fusteria, 1 electricista i 4 restaurants.
Dels 2 establiments comercials que hi havia el 2009, 1 era una fleca i 1 una floristeria.
L'any 2000 a Louresse-Rochemenier hi havia 36 explotacions agrícoles que ocupaven un total de 1.740 hectàrees.

## Equipaments sanitaris i escolars
El 2009 hi havia una escola elemental integrada dins d'un grup escolar amb les comunes properes formant una escola dispersa.

## Poblacions més properes
El següent diagrama mostra les poblacions més properes.